# Erick Thohir
Erick Thohir (ur. 30 maja 1970 w Dżakarcie) – indonezyjski polityk i przedsiębiorca.
Jest założycielem i prezesem Mahaka Media, indonezyjskiego przedsiębiorstwa działającego w branży mediów i komunikacji, znajdującego się wśród największych koncernów mediowych w kraju.
W latach 2013–2018 był prezesem Interu Mediolan. Pełnił funkcję wiceprezesa Indonezyjskiego Komitetu Olimpijskiego oraz był szefem Szefem Misji Indonezji na Igrzyskach Olimpijskich 2012. Jest współwłaścicielem klubu DC United, występującego w Major League Soccer.
Od 23 października 2019 roku jest ministrem przedsiębiorstw państwowych w Indonezji.